# Valeggio sul Mincio
Valeggio sul Mincio là một đô thị ở tỉnh Verona trong vùng Veneto của Ý, có cự ly khoảng 120 km về phía tây của Venice và khoảng 27 km về phía tây nam của Verona. Sông Mincio chảy qua đây.
Kinh tế chủ yếu là nông nghiệp, ngoài ra còn có ngành du lịch.
Valeggio sul Mincio giáp các đô thị: Castelnuovo del Garda, Marmirolo, Monzambano, Mozzecane, Peschiera del Garda, Ponti sul Mincio, Roverbella, Sommacampagna, Sona, Villafranca di Veronavà Volta Mantovana.

## Các công trình nổi bật
- Borghetto, có cây cầu nổi tiếng Ponte Visconteo (cầu "Visconti"), được Gian Galeazzo Visconti, công tước Milano cho xây năm 1393. Cầu dài 650 m và rộng 25 m.
- Villa Maffei Sigurtà, xây năm 1690.

## Hình ảnh
|  |  |  |

|  |  |  |

## Thành phố kết nghĩa
- Ichenhausen, Đức
- St. Johann in Tirol, Áo